# Arrows A23
La Arrows A23 è la vettura della scuderia inglese Arrows che corse nel campionato di Formula 1 del 2002 e fu guidata da Heinz-Harald Frentzen ed Enrique Bernoldi. Fu l'ultima vettura realizzata dal team.

## La vettura

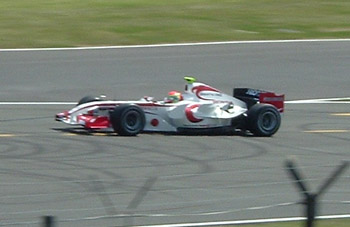
La Super Aguri SA05, ovvero una versione riadattata della A23 utilizzata dal team giapponese nel 2006

Il progetto della vettura fu di Mike Coughlan e il motore era fornito dalla Cosworth. Questa presentava un'innovazione tecnica alle sospensioni anteriori, i cui triangoli inferiori erano fissati a dei prolungamenti del telaio, in modo da eliminare la chiglia centrale sotto il muso ed aumentare l'efficienza aerodinamica. La Arrows, però fu costretta al ritiro poco dopo metà stagione, dopo aver conquistato due punti e senza aver brillato, soprattutto a causa di frequenti ritiri. L'anno dopo i telai A23 superstiti (e il diritto d'uso dei progetti) furono venduti alla Minardi e nel 2006 passarono ulteriormente di mano alla Super Aguri, che li usò come base per realizzare la sua prima monoposto di F1.